# Daidai

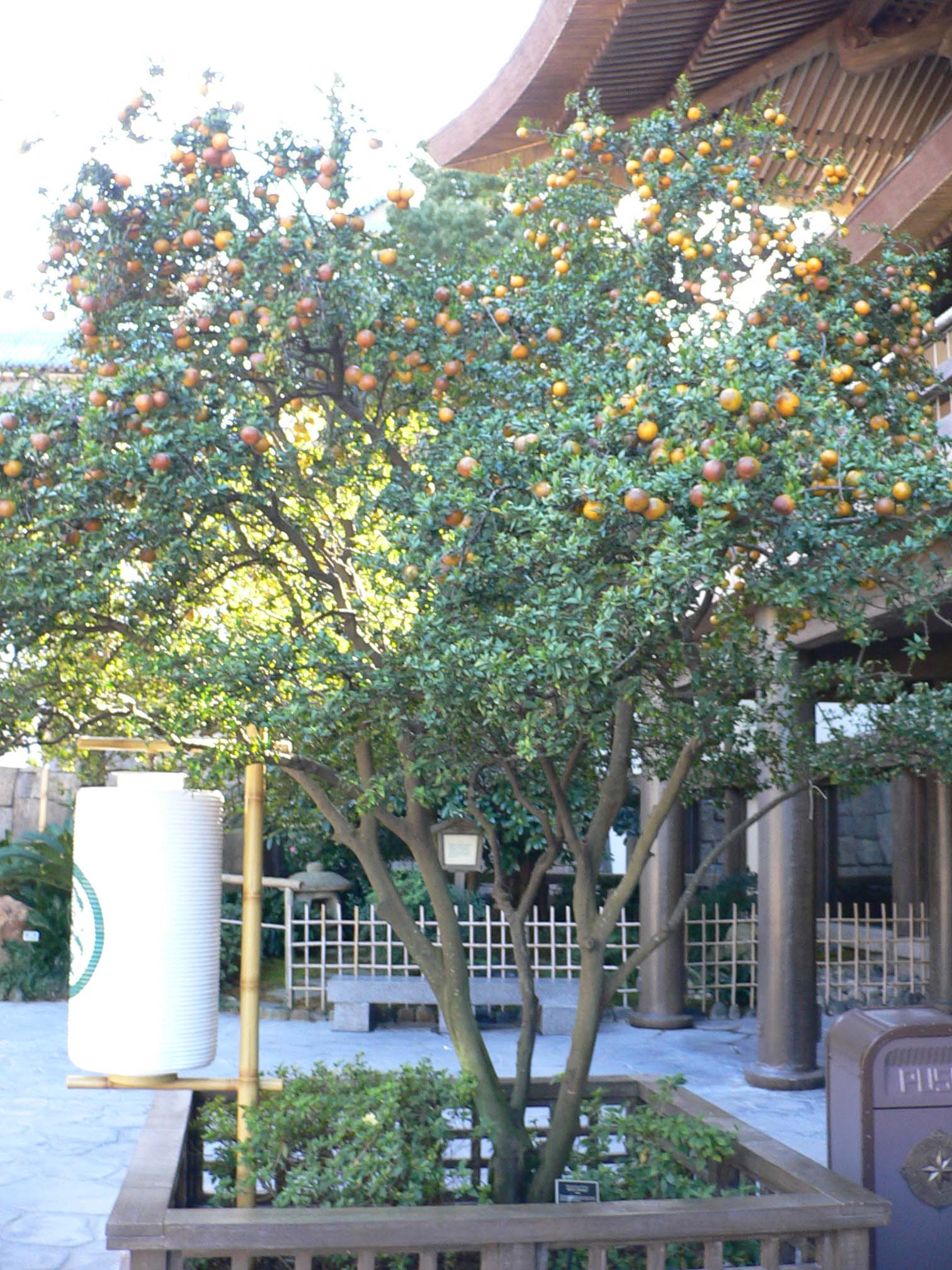
A árvore da fruta

Daidai (Japonês: 橙,臭橙; chinês: 酸橙; coreano: 광귤, gwanggyul) é uma variedade asiática da Laranja-azeda. O nome daidai, que originalmente significa várias gerações, originou-se do fato de que a fruta permanece pendurada na árvore por dois ou três anos mesmo se não for colhida. A cor da fruta torna-se verde na primavera.
O daidai originou-se no Himalaia. Ele se espalhou pela região do vale do rio Yangtzé, na China, e depois se popularizou no Japão.
A palavra nativa japonesa para a cor laranja, daidai-iro, deriva do nome dessa fruta. Ela é usada como decoração nas festas do Ano Novo japonês. Um daidai é colocado no topo de uma pilha de bolinhos de mochi, chamado de kagami mochi. Acredita-se que esse costume começou no Período Edo.
A fruta é muito azeda e normalmente não é comida pura, sendo que sua casca seca é usada no Kampo (a versão japonesa da medicina tradicional chinesa), na qual é chamada de kijitsu (枳実). Ela é usada como expectorante e tônico digestivo.